# 七社神社 (東京都北区)
七社神社（ななしゃじんじゃ）は、東京都北区西ケ原にある神社である。

## 概要
無量寺の境内にて七所明神社として祀られていたが、 1793年（寛政5年）に起きた火災により古記録を焼失したため創建年代等は不明である。翌年の秋分の日に神社は再建され、以来この日が大祭日となっている。この社は江戸時代末期の観光案内のベストセラー『江戸名所図会』（長谷川 雪旦 絵）に掲載され、見開きの左上に題「無量寺六阿弥陀第3番 七社（ななのやしろ）」と解説がある（版元は須原屋一統）。
1868年（明治元年)に神仏分離令により無量寺より独立し、翌年、一本杉神明宮の地に遷座する。
1920年（大正9年）に渋沢栄一、やはり近隣に別邸を構える古河虎之助ほかの寄付により社務所が建築された。

## 祭神
- 伊邪那岐命
- 伊邪那美命
- 天児屋根命
- 伊斯許理度賣命
- 市寸島比賣命
- 仲哀天皇
- 応神天皇

## 神徳
子宝・安産・家庭円満

## 文化財
渋沢栄一揮毫、拝殿社名額
枯松を祭る碑 - 別荘の庭に生えていた松が枯れたことを悲しみ、渋沢栄一が1911年に建てた。現在の飛鳥山公園に得た地所のマツは、樹齢数百年、樹高数十メートルであった。漢学者三島中洲に依頼した碑文では、松を擬人化している。三島は渋沢の妻千代が死亡したときも頼まれ、墓碑銘文を寄せた人物である。2020年12月、この碑は別荘の庭から、渋沢が氏子であった七社神社に移された。

## 摂末社
- 天祖神社（一本杉神明宮）
- 稲荷神社
- 熊野神社
- 菅原・三峯神社
- 疱瘡社

## アクセス
- JR京浜東北線上中里駅 徒歩13分 (1.0km)
- 東京メトロ南北線西ケ原2番口 徒歩4分 (315m)
- 都電荒川線栄町停留場 徒歩6分 (439m)
- 都営バス王40甲系統、飛鳥山バス停 徒歩9分 (658m)
- 都営バス草64系統、飛鳥山バス停 徒歩9分 (658m)
- 日立自動車交通Kバス王子・駒込ルート、一里塚バス停（滝野川警察署前） 徒歩4分[11][12]